# Болотник, Николай Николаевич
Никола́й Никола́евич Боло́тник (род. 3 марта 1950 года) — российский учёный-механик, специалист в области теоретической механики, робототехники, оптимальной противоударной изоляции, член-корреспондент РАН (2011), заведующий лабораторией Института проблем механики им. А. Ю. Ишлинского РАН, лауреат Государственной премии Российской Федерации в области науки и техники, премии имени А. А. Андронова

## Биография
В 1973 году окончил Московский физико-технический институт.
В 1978 году защитил кандидатскую, а в 1993 году — докторскую диссертацию.
22 декабря 2011 года — избран членом-корреспондентом РАН по Отделению энергетики, машиностроения, механики и процессов управления.
Автор свыше 120 научных работ, в том числе 5 монографий.

### Основные научные результаты
Исследовал предельные возможности защиты объектов от ударов при различных критериях качества, предложил алгоритмы расчета параметров активных и пассивных систем противоударной изоляции, обеспечивающих наилучшую защиту технических объектов от ударных воздействий, получил оптимальные законы управления некоторыми типами противоударных систем, защищающих людей от травм на транспортных средствах (автомобилях, вертолетах) в аварийных ситуациях.
Построил оптимальные движения манипуляционных роботов по критериям быстродействия и энергозатрат, нашел оптимальные режимы управления мобильными роботами различных типов: многоногими шагающими роботами и вибрационными роботами, перемещающимися в сопротивляющихся средах за счет движения внутренних тел.

### Общественная деятельность
Ведет преподавательскую работу — профессор кафедры механики и процессов управления Московского физико-технического института. Читает курс лекций «Введение в робототехнику».
Член редколлегий журнала «Известия РАН. Теория и системы управления» и международного журнала «Optimization and Engineering (Оптимизация и техника)», член Российского национального комитета по теоретической и прикладной механике и Научного совета РАН по теории управляемых процессов и автоматизации, член Ученого совета диссертационного советов при ИПМех РАН.

## Награды
- Медаль ордена «За заслуги перед Отечеством» II степени (5 февраля 2024 года) — за большой вклад в развитие отечественной науки, многолетнюю плодотворную деятельность и в связи с 300-летием со дня основания Российской академии наук[1]
- Государственная премия Российской Федерации в области науки и техники (в составе группы ученых, за 1998 год) — за создание теории и методов управления механическими системами
- Премия имени А. А. Андронова (совместно с Д. В. Баландиным, за 2003 год) — за цикл работ «Оптимальная защита объектов от ударных воздействий»